# Взрыв в Тексас-Сити
Взрыв в Те́ксас-Си́ти — техногенная катастрофа, случившаяся 16 апреля 1947 года в порту города Тексас-Сити, США. Пожар на борту французского судна «Гранкан» (фр. Grandcamp) привёл к детонации около 2100 тонн нитрата аммония (аммиачной селитры), что повлекло за собой цепную реакцию в виде пожаров и взрывов на близлежащих кораблях и нефтехранилищах. В результате взрыва погиб по меньшей мере 581 человек (включая всех, за исключением одного, сотрудников пожарной охраны Тексас-Сити), более 5000 человек получили ранения, 1784 попали в больницы:100. Однако количество погибших людей увеличилось из-за сильного пожара в городе и последующих двух взрывов судов, которые имели на борту аналогичный груз. Всего в результате данной трагедии погибло более полутора тысяч человек, ещё несколько сот человек пропали без вести. Порт и значительная часть города были полностью разрушены, многие предприятия были сровнены с землей или сгорели. Более 1100 автомобилей были повреждены и 362 грузовых вагонов искорёжены — имущественный ущерб оценивается в 100 миллионов долларов. Эти события вызвали первый коллективный иск против правительства США.

## Хронология событий
«Гранкан», судно типа Либерти было спущено на воду в ноябре 1942 года в Калифорнии. Его длина составляла 135 метров, ширина 17,6 метра, валовая вместимость 7176 регистровых тонн. Судно ходило под французским флагом и было приписано к порту Марсель. Его капитаном был Шарль де Гийбон. К 16 апреля «Гранкан» уже 4 дня загружался аммиачной селитрой в 100-фунтовых бумажных мешках.
Когда 16 апреля в 8 часов утра началась погрузка, был замечен идущий из трюмов дым. Его стали заливать водой и содо-кислотными огнетушителями, что не принесло результата. Руководивший работами помощник капитана запретил использовать систему пожаротушения водой под предлогом того, что вода могла испортить груз. Вместо этого он приказал задраить люки и пустить в трюмы пар. В 8 часов 20 минут крышки люков были сорваны и показался открытый огонь:2.
Вся команда, кроме капитана, сошла на берег. На судно прибыли 27 городских пожарных (из 50 имеющихся в городе). На пирсе собралась внушительная толпа людей. В 9 часов 12 минут раздался взрыв.
Вода у пирса, где стоял «Гранкан» испарилась, обнажив дно. Куски металла разлетелись в радиусе трёх с лишним километров. Взрывной волной были сбиты два небольших самолёта, находящихся в воздухе. Погибли сотни людей.

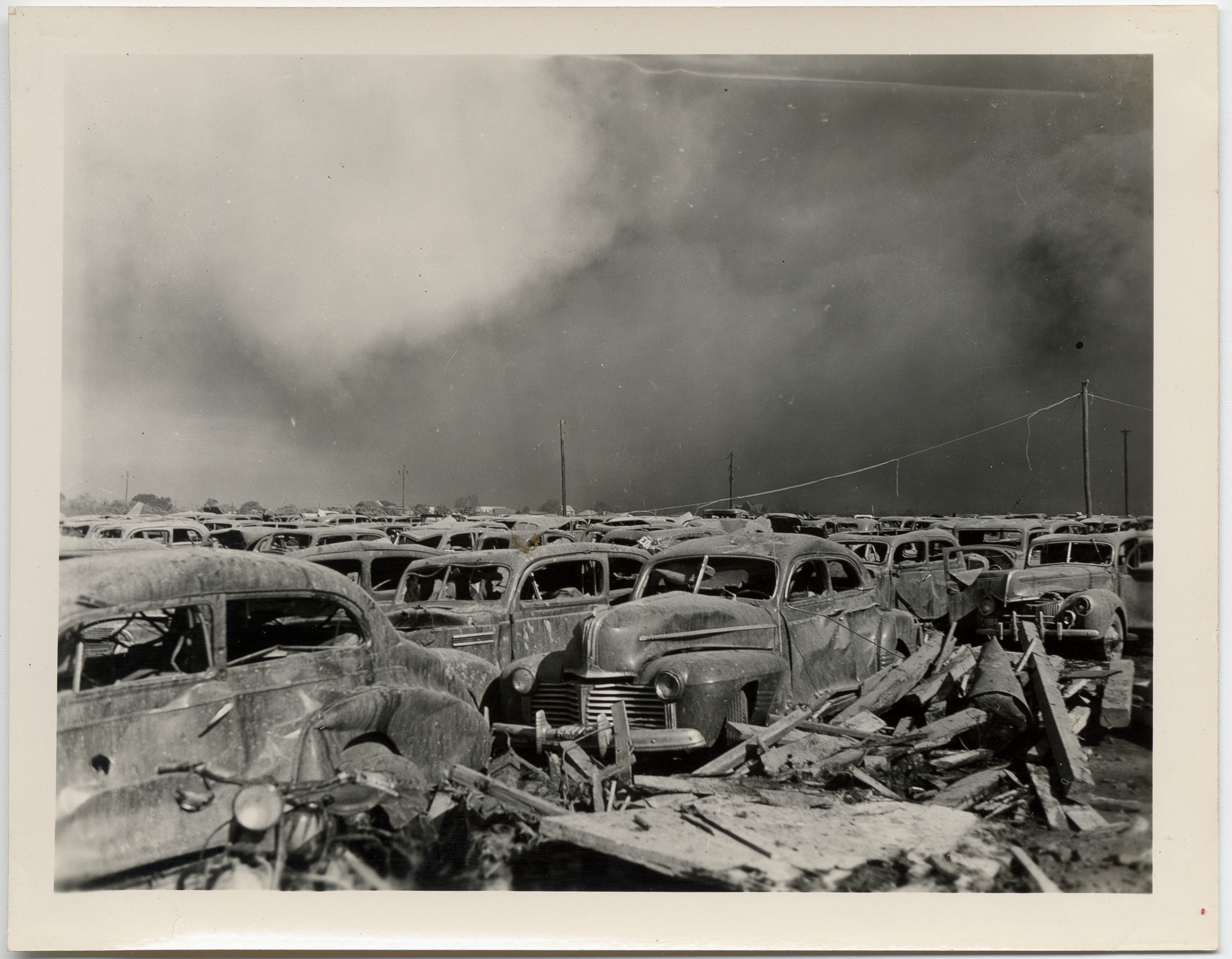
Сгоревшая автостоянка после взрыва в Тексас-Сити

Тексас-сити был «городом химии» с массой соответствующих предприятий и складов. Всё это загорелось. На химкомбинате «Монсанто» из 450 рабочих погибло 154 человека. Положение усугублялось тем, что больше половины городских пожарных погибли на «Гранкане».
В 1 час 10 минут ночи взорвались ещё два парохода с грузом селитры и серы — «Хай Флайер» и «Уилсон Б. Кин». Это вызвало новые пожары. На спасение города был брошен полк солдат из расположенного поблизости форта Крокер. Борьба с огнём длилась около трёх суток.
Итоги трагедии: 581 погибший, 113 пропавших без вести, 5 тысяч раненых. Уничтожено 2/3 города и 3/4 всей химической и нефтеперерабатывающей индустрии.
Сенат США назначил комиссию по расследованию трагедии. В результате её работы были установлены следующие причины инцидента:
1. Грубое нарушение правил упаковки аммиачной селитры. Её надлежало упаковывать не в бумажные мешки, а в герметичные ёмкости.
2. Грубое нарушение правил техники безопасности при погрузочных работах. Грузчикам не запрещалось курить, и, видимо, окурок послужил причиной возгорания.
3. Беспечное отношение администрации порта и капитана парохода «Гранкан» к аммиачной селитре как простому безобидному удобрению, а на деле являющейся ещё и сильнейшим взрывчатым веществом.
4. Неосведомлённость местной пожарной охраны Тексас-Сити о правильном тушении аммиачной селитры.

## Коллективный иск
По результатам катастрофы было подано несколько сотен исков. Многие из них были объединены в коллективный иск «Элизабет Дейлхайт и др. против Соединённых Штатов», опиравшийся на принятый незадолго до этого Federal Tort Claims Act (позволяющий подавать иски против Федерального Правительства за причинение вреда лицами, действующими от его имени). 13 апреля 1950 года окружной суд признал Федеральное Правительство виновным в преступной халатности, совершённой 168 поименованными правительственными агентствами и их представителями, вовлечёнными в производство, упаковку и маркирование аммиачной селитры, усугублённой грубыми ошибками в её транспортировке, хранении, погрузке и противопожарных мерах. 10 июня 1952 года Апелляционный суд пятого округа США отменил это решение, указав, что упомянутый закон явно исключает деяния, совершённые лицами по собственному усмотрению, к коим относятся все выявленные нарушения. Верховный суд США подтвердил эту позицию (Решение № 346 U.S. 15, june 8, 1953), разъяснив, что Федеральное Правительство со своей стороны корректно разработало необходимые меры безопасности и распределило обязанности по их выполнению между соответствующими инстанциями, и ответственность за произошедшее полностью лежит непосредственно на лицах, ответственных за их проведение в жизнь.
В конечном итоге, Конгресс США взял на себя инициативу предоставления компенсаций жертвам катастрофы, приняв специальный законопроект (Public Law 378, 69 Stat. 707 (1955)). Было выплачено 1394 компенсации общей суммой около 17 млн. $.